# Gustav Nezval
Gustav Nezval, nome d'arte di Augustin Nezval (Řečkovice, 18 novembre 1907 – Praga, 17 settembre 1998), è stato un attore ceco.

## Biografia
Figlio di un fabbro, che sperava per lui una carriera ecclesiastica, iniziò a lavorare nell'edilizia come progettista. Nonostante non avesse mai studiato recitazione, dopo alcune piccole esperienze in compagnie amatoriali riuscì a lavorare nei maggiori teatri del paese.
Alto, affascinante e dotato di una voce suadente gli vennero affidate le parti dell'innamorato ma riuscì presto ad ottenere altri ruoli diversificando le sue interpretazioni che spaziavano dai testi dei maggiori autori locali e internazionali.
Nel 1937 sposa la ballerina Gertude Negel. Il loro legame durerà fino alla morte di lei avvenuta 57 anni dopo, dal loro matrimonio nacquero due figli. 
Alla fine del decennio iniziò a lavorare per il cinema attirando fin da subito l'attenzione dei maggiori registi del momento. Il suo film più famoso è stato "Jan Cimbura" tratto dall'omonimo romanzo scritto da J.S. Baar. 
Dopo la fine della guerra partecipò al film *Uomini senz'ali che venne premiato 
alla prima edizione del Festival di Cannes con la Grand Prix.
Continuò la sua carriera alternando cinema e televisione fino al 1998 quando morì poco prima di compiere 91 anni.

## Filmografia parziale
- L'amante mascherata (Maskovana milenka) regia di Otakar Vávra (1940)
- Jan Cimbura regia di František Čáp (1940)
- La falena (Nocní motýl) regia di František Čáp (1941)
- Uomini senz'ali (Muzi bez krídel) regida di František Čáp (1946)